# Bachorzyn
Bachorzyn is een plaats in het Poolse district  Łaski, woiwodschap Łódź. De plaats maakt deel uit van de gemeente Buczek en telt 310 inwoners.